# Betty Fisher et autres histoires
Pour plus de détails, voir Fiche technique et Distribution.
Betty Fisher et autres histoires est un film franco-canadien réalisé par Claude Miller, sorti en 2001.

## Synopsis
Betty Fisher est une jeune écrivaine de talent, heureuse mère d'un petit garçon de 4 ans. Carole est une serveuse à qui la vie n'a pas fait de cadeau, et qui ne s'intéresse pas beaucoup à son enfant. C'est la mère un peu folle de Betty qui provoquera la rencontre de ces deux femmes très différentes.

## Fiche technique
- Titre : Betty Fisher et autres histoires
- Réalisation : Claude Miller
- Scénario : Claude Miller, d'après le roman Un enfant pour un autre de Ruth Rendell
- Producteur : Annie Miller, Yves Marmion
- Décors : Jean-Pierre Kohut-Svelko
- Costumes : Jacqueline Bouchard
- Photographie : Christophe Pollock
- Montage : Véronique Lange
- Musique : François Dompierre
- Société(s) de production : Studiocanal, UGC, Les films de la Boissière
- Société(s) de distribution : UFD, Europa Diffusion
- Budget : 50 millions
- Pays d'origine :  Canada,  France
- Format : Technicolor - 1,85:1 - 35 mm - son Dolby Digital
- Genre : drame
- Durée : 103 minutes
- Dates de sortie :
  -  France : 24 octobre 2001
  -  Canada : 1er septembre 2001 (Festival des films du monde de Montréal)

## Distribution
- Sandrine Kiberlain : Betty Fisher
- Nicole Garcia : Margot Fisher
- Mathilde Seigner : Carole Novacki
- Luck Mervil : François Diembele
- Édouard Baer : Alex Busato
- Stéphane Freiss : Édouard
- Yves Jacques : René le Canadien
- Roschdy Zem : Dr. Jérôme Castang
- Consuelo de Haviland : Madame Barsky
- Yves Verhoeven : Martinaud, le policier
- Samir Guesmi : le collègue de Martinaud
- Annie Mercier : Jacqueline, la mère de Carole
- Alexis Chatrian : José Novacki
- Michaël Abiteboul : Milo
- Béatrice Agenin : la maîtresse d'Alex
- Arthur Setbon : Joseph Fisher
- Pascal Bonitzer : Monsieur Barsky
- Virginie Emane : Fatou
- François Roy : Jean-Jean
- Ambre Rochard : la fille du policier
- Pascal Gomis, Enzo Crébessègues, Réva Rothstein et Fouleymata Sidibe : les enfants